# Държавен комитет за наука и технически прогрес
Държавният комитет за наука и технически прогрес е държавна институция в България с ранг на министерство, съществувала в периода 1959–1987.

## История
Комитетът ръководи научната и развойна дейност в страната в условията на тоталитарния режим, като за тази цел координира дейността на Българската академия на науките, университетите и други организации. В прерогативите му е и поддържането на системата на стандартизация в страната. Между 1971 и 1977 година комитетът отговаря и за системата на висшето образование, преди и след това подчинена на Министерството на народната просвета.
Държавният комитет за наука и технически прогрес ръководи политиката за внедряване на постиженията на научно-техническата революция в икономиката, опит на държавното ръководство да повиши конкурентоспособността на българската икономика чрез масирани държавни инвестиции в технологични изследвания. През 1987 година комитетът е присъединен към новосъздаденото Министерство на културата, науката и просветата.

## Ръководители
Председатели на Комитета по техническия прогрес
| правителство | име            | дати                             | партия | партия |
| ------------ | -------------- | -------------------------------- | ------ | ------ |
| 68           | Стоян Караджов | 25 декември 1959 – 17 март 1962  | БКП    |        |
| 69           | Стоян Караджов | 17 март 1962 – 27 септември 1962 | БКП    |        |

Председатели на Държавния комитет за наука и технически прогрес
| правителство | име          | дати                                | партия | партия |
| ------------ | ------------ | ----------------------------------- | ------ | ------ |
| 69           | Начо Папазов | 27 септември 1962 – 27 ноември 1962 | БКП    |        |
| 70           | Иван Попов   | 27 ноември 1962 – 12 март 1966      | БКП    |        |
| 71           | Иван Попов   | 12 март 1966 – 9 юли 1971           | БКП    |        |

Председатели на Държавния комитет за наука, технически прогрес и висше образование
| правителство | име          | дати                          | партия | партия |
| ------------ | ------------ | ----------------------------- | ------ | ------ |
| 72           | Начо Папазов | 9 юли 1971 – 17 декември 1971 | БКП    |        |

Председатели на Комитета за наука, технически прогрес и висше образование
| правителство | име          | дати                           | партия | партия |
| ------------ | ------------ | ------------------------------ | ------ | ------ |
| 72           | Начо Папазов | 17 декември 1971 – 17 юни 1976 | БКП    |        |
| 73           | Начо Папазов | 17 юни 1976 – 15 ноември 1977  | БКП    |        |

Председатели на Държавния комитет за наука и технически прогрес
| правителство | име             | дати                          | партия | партия |
| ------------ | --------------- | ----------------------------- | ------ | ------ |
| 73           | Начо Папазов    | 15 ноември 1977 – 18 юни 1981 | БКП    |        |
| 74           | Начо Папазов    | 18 юни 1981 – 4 януари 1984   | БКП    |        |
| 74           | Никола Тодориев | 4 януари 1984 – 18 май 1985   | БКП    |        |
| 74           | Стоян Марков    | 18 май 1985 – 28 януари 1986  | БКП    |        |

Председатели на Държавния комитет за изследвания и технологии
| правителство | име          | дати                         | партия | партия |
| ------------ | ------------ | ---------------------------- | ------ | ------ |
| 74           | Стоян Марков | 28 януари 1986 – 19 юни 1986 | БКП    |        |
| 75           | Стоян Марков | 19 юни 1986 – 19 август 1987 | БКП    |        |